# Ecnomus ramayana
Ecnomus ramayana är en nattsländeart som beskrevs av Malicky och Chantaramongkol 1993. Ecnomus ramayana ingår i släktet Ecnomus och familjen trattnattsländor. Inga underarter finns listade i Catalogue of Life.